# Montagne Cocotte
La montagne Cocotte est une montagne de l'île Maurice culminant à 771 mètres d'altitude. Elle est située dans le Sud de l'île, au sein du parc national des gorges de Rivière Noire qui se trouve dans le district de Savanne.

## Flore
- Tambourissa cocottensis
- Trochetia triflora